# Teodoro & Sampaio
Teodoro & Sampaio é uma dupla sertaneja brasileira com repertório de temas variados, indo desde o romantismo a canções que retratam situações bem humoradas do universo masculino brasileiro.
Tocando desde 1980, formada pelos irmãos Aldair Teodoro da Silva (Santo Antônio da Platina, 18 de junho de 1941) e Gentil Aparecido da Silva (Uraí, 20 de Dezembro de 1949), o nome da dupla é uma homenagem à uma cidade de Teodoro Sampaio e ao engenheiro Teodoro Sampaio (1855-1937). Eles são reconhecidos pela sua proximidade com as agências de fomento musical.

## Discografia
Com um repertório variado, a dupla sertaneja já lançou mais de 35 discos, sendo eles:
- 1981 – Nos Braços Do Mundo
- 1982 – Guarda Roupa Maldito
- 1984 – Vestido De Seda
- 1986 – Casaco Verde
- 1988 – Passe Livre
- 1990 – Banho De Amor
- 1992 – Quando a Saudade Aperta
- 1993 – Espora Do Amor
- 1995 – Amando Escondido
- 1996 – O Gavião
- 1997 – Cheirinho De Mulher
- 1998 – Viola Em Noite De Lua
- 1998 - Raízes Sertanejas
- 1999 – A Gostosona
- 1999 - Raízes Sertanejas Vol. 2
- 2000 – Bão Também
- 2000 – Bis Sertanejo - Teodoro & Sampaio
- 2000 – Sucessos de Ouro
- 2000 - Luar do Sertão - Teodoro & Sampaio
- 2001 – Vírus da Paixão
- 2002 - Bailão do Teodoro
- 2002 – O Garrafão
- 2002 – Mulher De Peão - Ao Vivo
- 2003 – Mulher Chorona/Paixão Proibida - Ao Vivo
- 2003 – Tudo de Bão
- 2004 – Ao Vivo Convida
- 2005 – Anna Júlia
- 2005 – Feito pra Dançar
- 2006 – Cuidado Com O Casamento
- 2008 – Quem Vai Mandar No Mundo É a Mulher
- 2008 – Amigos do Teodoro e Sampaio
- 2009 – Pitoco
- 2011 - 30 Anos Ao Vivo
- 2012 - Ela Apaixonou no Motoboy
- 2014 - Noites em Claro
- 2015 - Réu Apaixonado
- 2017 - Meu Piqui de Goiás
- 2020 - "Cabelo Molhado"
- 2021 - 40 Anos